# Clive Hachilensa
Clive Hachilensa (* 17. September 1979 in Mazabuka, Sambia) ist ein ehemaliger sambischer Fußballspieler. Der Abwehrspieler stand zuletzt bei Lime Hotspurs unter Vertrag und war auch in der sambischen Nationalmannschaft aktiv.
Hachilensa spielte bis 2005 in Sambia bei Ndola United, Railway Express, Kabwe Warriors, Green Buffaloes und ZESCO United. 2005 wechselte er in die südafrikanischen Premier Soccer League zu den Free State Stars, stieg allerdings in seiner ersten Saison mit dem Klub ab. 2006/07 war er Kapitän der Mannschaft und führte den Verein zurück in die höchste Spielklasse. Sein Vertrag wurde dennoch nicht verlängert, und so wechselte er im August 2007 ablösefrei in die finnische Veikkausliiga zu IFK Mariehamn. Nach Ende der Saison kehrte er Ende 2007 wieder nach Sambia zurück, allerdings besitzt Mariehamn eine Option für eine Verpflichtung in der Saison 2008. Nach mehreren weiteren Stationen in Sambia und Südafrika beendete er im Jahr 2013 seine Karriere.
In der sambischen Nationalelf debütierte Hachilensa 2001 unter Trainer Ben Bamfuchile. 2006 kam er in zwei von drei Partien während der Afrikameisterschaft 2006 zum Einsatz, konnte aber das Ausscheiden nach der Vorrunde nicht verhindern. Zwischen 2004 und 2007 nahm er an vier aufeinanderfolgenden COSAFA-Cups teil, seine Leistungen 2005 sorgten auch für die Verpflichtung durch die Free State Stars. Größter Erfolg war dabei der Titelgewinn 2006. Für die Afrikameisterschaft 2008 wurde er erwartungsgemäß nominiert und stand beim Auftaktsieg gegen den Sudan in der Startelf.